# 涅扎布季涅
48°4′43″N 34°24′45″E / 48.07861°N 34.41250°E
涅扎布季涅（烏克蘭語：Незабудине）是烏克蘭中部的村莊，隸屬第聶伯羅彼得羅夫斯克州的第聶伯羅區。該村分別距離希日涅1公里和涅扎布季涅2公里，海拔高度127米，2001年人口480。